# 正中線
正中線（せいちゅうせん）はヒトや動物の前面又は背面の中央を縦にまっすぐ通る線のことである。左右対称となる身体の中心を通る線ともいえる。へそでマークされた正中線を介して体を垂直に二等分し、体を正確に左側と右側に分割する矢状面を表すために使用される。矢状面という用語は、矢状面および正中面に平行な任意の面を指すために使用される。

## 腹部の正中線
腹部に現れる縦線は妊娠線と誤認される場合もあるが通常は黒線である。

## 頭部の正中線
わかりやすいのは鼻の下のくぼみ（人中）である。また、先天性異常である口唇口蓋裂もある。

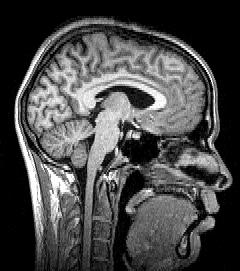
頭部の正中面磁気共鳴画像
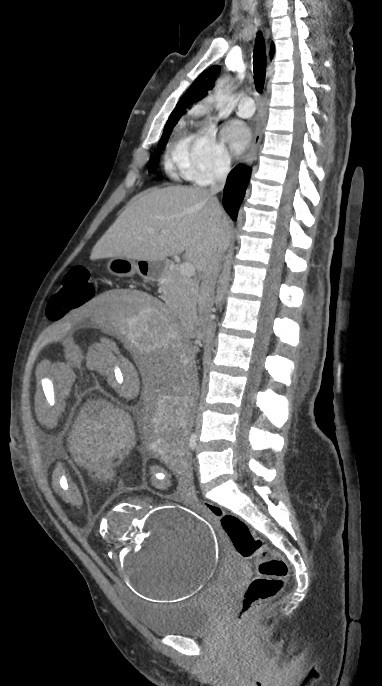
妊婦の正中面CTスキャン。胎児（冠状面に露出している）は在胎週数37週